# 森氏菊
森氏菊（学名：Dendranthema morii）为菊科菊属下的一个种。

## 簡介
森氏菊是臺灣原生植物，也是少數分布在三千公尺左右高海拔地區的菊科開花植物，莖屬匍匐的走莖，為多年生草本植物，每年的九至十一月為它的開花期，花為白色，雌雄同株，是頭狀花序，葉表及葉背均有細毛，分布的區塊主要以中部南投縣至花蓮縣一帶的中央山脈中含有石灰岩的地質區，方能找得到它的蹤跡，由於生長區域狹隘，數量更顯稀少，故為臺灣稀有且需要保育的植物。

## 扩展阅读
- 維基物種上的相關：森氏菊